# Cephalocassis
Cephalocassis es un género de peces actinopeterigios de agua dulce y marinos, distribuidos por ríos y costas del sureste de Asia.

## Especies
Existen cuatro especies reconocidas en este género:
- Cephalocassis borneensis (Bleeker, 1851)
- Cephalocassis jatia (Hamilton, 1822)
- Cephalocassis manillensis (Valenciennes, 1840)
- Cephalocassis melanochir (Bleeker, 1852)